# Langeln
Langeln là một đô thị thuộc huyện Harz, bang Sachsen-Anhalt, Đức. Đô thị Langeln có diện tích 14,23 km², dân số thời điểm ngày 31 tháng 12 năm 2006 là 1110 người.